# Atzum
Atzum est un quartier de la commune de Wolfenbüttel, dans le Land de Basse-Saxe.

## Histoire
Atzum est mentionné pour la première fois en 1051 sous le nom d'Etloveshem. L'endroit est complètement incendié pendant la guerre de Trente Ans, mais est ensuite reconstruit par ses citoyens.
Le 1er mars 1974, l'accord de constitution avec la ville de Wolfenbüttel entre en vigueur.

## Source, notes et références
- (de) Cet article est partiellement ou en totalité issu de l’article de Wikipédia en allemand intitulé « Atzum » (voir la liste des auteurs).

1. ↑  (de) Statistisches Bundesamt, Historisches Gemeindeverzeichnis für die Bundesrepublik Deutschland. Namens-, Grenz- und Schlüsselnummernänderungen bei Gemeinden, Kreisen und Regierungsbezirken vom 27.5.1970 bis 31.12.1982, 1983 (ISBN 3-17-003263-1)